# Gołełąki
Gołełąki – wieś sołecka w Polsce położona w województwie mazowieckim, w powiecie mińskim, w gminie Latowicz.
Wieś w latach 1955-1972 należała do Gromadzkiej Rady Narodowej w Parysowie. Od 1 stycznia 1973 r. należy do gminy Latowicz.
W latach 1975–1998 miejscowość administracyjnie należała do województwa siedleckiego.

## Historia
Wieś należy do gminy Latowicz, parafii Parysów. Brak jej w zapisach lustracji starostwa latowickiego. Nazwę wsi zaznaczono na Mapach Kwatermistrzostwa z 1830-1843 r. i zapisano „Goła Łąka”, zaś na drugiej: „Kolichlonk”. Na mapie z 1937 r. zapisano „Gołe Łąki” i odnotowano 29 domów. W 1932 r. wieś liczyła 29 domów i 166 mieszkańców. W 1966 r. powstało Koło Gospodyń Wiejskich. W 1970 r. wieś liczyła 204 mieszkańców, a w 2000 r. 179 mieszkańców. W 2002 r. było 177 mieszkańców. Przyrost naturalny w latach 1970-2000 wynosił -12,3%. W 1988 r. we wsi było 35 domów, w 2009 r. 37 domów.

## Zabytki
- Kapliczka murowana z czerwonej cegły, postawiona w 1918 r. na pamiątkę zakończenia I wojny światowej.